# Axel Jungk
Axel Jungk (* 5. März 1991 in Zschopau) ist ein deutscher Skeletonsportler.

## Werdegang
Axel Jungk startet für den BSC Sachsen Oberbärenburg. Er begann 2008 mit dem Skeletonsport, nachdem er zuvor Skispringer war. Seinen Einstand bei den Männern gab er im Rahmen der Deutschen Meisterschaften des Jahres 2010 in Altenberg, bei denen er hinter David Lingmann Vizemeister wurde. Sein internationales Debüt gab Jungk zum Auftakt der Saison 2010/11 im Skeleton-Europacup. Bei den beiden ersten Rennen in Cesana Pariol platzierte er sich hinter Christian Baude und Anton Batujew sofort zweimal auf dem Podium. In der Gesamtwertung der Serie kam er auf den fünften Platz. Er startete auch in der Saison 2011/12 im Europacup und belegte nach Platzierungen zwischen den Rängen 5 und 11 in allen acht Saisonrennen in der Gesamtwertung erneut den fünften Platz. Bei der Junioren-Weltmeisterschaft 2012 in Igls wurde er vor Christopher Grotheer und David Lingmann Weltmeister. Bei den Weltmeisterschaften der Senioren erreichte er den 22. Platz.
In der Saison 2012/13 startete Jungk im Intercontinentalcup. Er fuhr im Lauf des Winters fünfmal auf das Podest und feierte dabei in Park City seinen ersten Sieg. In der Gesamtwertung belegte er hinter Alexander Gassner den zweiten Rang. Bei der Junioren-WM für die Saison 2012/13 gewann er hinter Christopher Grotheer die Silbermedaille. Im Winter 2013/14 war Axel Jungk erneut im Europacup im Einsatz und erreichte in allen acht Saisonrennen Podestplatzierungen: Er siegte zweimal, wurde viermal Zweiter und zweimal Dritter. Im Gesamtklassement belegte er damit den zweiten Platz hinter Dominic Rady, der ebenfalls in allen Rennen auf das Podest fuhr. Für die Saison 2014/15 konnte er sich erstmals für den Weltcup qualifizieren und debütierte in Lake Placid mit einem vierten Rang. Bei den Deutschen Meisterschaften 2015 gewann er zum zweiten Mal Silber. Im Gesamtweltcup wurde er Dritter hinter Martins und Tomass Dukurs, ohne einen Podestplatz zu erreichen. Bei der Skeleton-Weltmeisterschaft 2015 gewann Jungk Gold im Teamwettbewerb. Im zweiten Saisonrennen des Winters 2015/16 erreichte er in Winterberg mit einem geteilten zweiten Rang zeitgleich mit Alexander Tretjakow seine erste Weltcup-Podestplatzierung. Ende 2015 wurde Jungk in Altenberg zum ersten Mal Deutscher Meister. Im Januar 2016 fuhr er als Dritter in Park City erneut im Weltcup auf das Podium. 2017 nahm Axel Jungk an den Worlds Championships teil und gewann Silber. Ein Jahr später startete er bei den Olympischen Winterspielen in Pyeongchang und fuhr auf Platz sieben.
Am 10. und 11. Februar 2022 wurde Jungk bei den Olympischen Winterspielen in Peking Skeleton-Silbermedaillengewinner.
Jungk lebt in Dortmund.

## Auszeichnungen
- 2022: Silbernes Lorbeerblatt[2]